# Discografia di Rita Ora
La discografia di Rita Ora, cantante britannica, comprende: tre album studio, due extended play e trentuno singoli (di cui sette come artista ospite).

## Album in studio
| Anno | Titolo                                                                                              | Posizione massima | Posizione massima | Posizione massima | Posizione massima | Posizione massima | Posizione massima | Posizione massima | Posizione massima | Certificazioni                                                                                  |
| Anno | Titolo                                                                                              | UK                | AUS               | AUT               | GER               | IRE               | NZ                | SCO               | SWI               | Certificazioni                                                                                  |
| ---- | --------------------------------------------------------------------------------------------------- | ----------------- | ----------------- | ----------------- | ----------------- | ----------------- | ----------------- | ----------------- | ----------------- | ----------------------------------------------------------------------------------------------- |
| 2012 | Ora - Pubblicato: 27 agosto 2012 - Etichetta: Roc Nation, Columbia - Formato: CD, download digitale | 1                 | 24                | 51                | 63                | 2                 | 24                | 1                 | 15                | - UK: Platino - NZL: Oro                                                                        |
| 2018 | Phoenix - Pubblicato: 23 novembre 2018 - Etichetta: Atlantic - Formato: CD, LP, download digitale   | 11                | 15                | 43                | 13                | 19                | 18                | 21                | 18                | - UK: Platino - NOR: Platino (3) - NZL: Platino - POL: Platino - CAN: Oro - NLD: Oro - SGP: Oro |
| 2023 | You & I - Pubblicato: 14 luglio 2023 - Etichetta: BMG - Formato: CD, LP, download digitale          | 6                 | —                 | 45                | 19                | —                 | —                 | —                 | —                 |                                                                                                 |

## Extended Play
| Anno | Album |
| ---- | --- |
| 2012 | Spotify Sessions - Pubblicato: 24 settembre 2012 - Etichetta: Roc Nation, Columbia Records - Formato: Streaming |
| 2021 | Bang - Pubblicato: 12 febbraio 2021 - Etichetta: Atlantic Records - Formato: Streaming                          |

## Singoli
| Anno                                                           | Titolo                                             | Posizione massima | Posizione massima | Posizione massima | Posizione massima | Posizione massima | Posizione massima | Posizione massima | Posizione massima | Posizione massima | Posizione massima | Certificazioni | Album di provenienza                                   |
| Anno                                                           | Titolo                                             | UK                | AUS               | AUT               | BEL (FL)          | DEN               | GER               | IRE               | NZ                | SWI               | US                | Certificazioni | Album di provenienza                                   |
| -------------------------------------------------------------- | -------------------------------------------------- | ----------------- | ----------------- | ----------------- | ----------------- | ----------------- | ----------------- | ----------------- | ----------------- | ----------------- | ----------------- | --- | ------------------------------------------------------ |
| 2012                                                           | How We Do (Party)                                  | 1                 | 9                 | 35                | 68                | 40                | 40                | 1                 | 5                 | 41                | 62                | - UK: Platino - AUS: Platino (2) - NZL: Platino | Ora                                                    |
| 2012                                                           | R.I.P. (featuring Tinie Tempah)                    | 1                 | 10                | 51                | 44                | 26                | 36                | 11                | 28                | 46                | —                 | - UK: Platino - AUS: Platino - DEN: Oro | Ora                                                    |
| 2012                                                           | Shine Ya Light                                     | 10                | —                 | —                 | —                 | —                 | —                 | 25                | —                 | —                 | —                 | - UK: Argento | Ora                                                    |
| 2013                                                           | Radioactive                                        | 18                | 23                | —                 | 70                | —                 | —                 | 30                | —                 | —                 | —                 | - AUS: Oro | Ora                                                    |
| 2014                                                           | I Will Never Let You Down                          | 1                 | 5                 | 15                | 62                | —                 | 23                | 9                 | 9                 | 12                | 77                | - UK: Platino - AUS: Platino - DEN: Oro - GER: Oro - ITA: Oro - NZL: Oro                                                                                 | /                                                      |
| 2015                                                           | Poison                                             | 3                 | 30                | —                 | 95                | —                 | —                 | 18                | —                 | —                 | —                 | - UK: Platino - AUS: Oro | /                                                      |
| 2015                                                           | Body on Me (featuring Chris Brown)                 | 22                | 66                | —                 | 105               | —                 | —                 | 54                | —                 | —                 | —                 | - UK: Oro | /                                                      |
| 2015                                                           | Coming Home (con Sigma)                            | 15                | 97                | —                 | 13                | —                 | —                 | 54                | —                 | —                 | —                 | | Life                                                   |
| 2017                                                           | Your Song                                          | 7                 | 12                | 10                | 6                 | 19                | 13                | 8                 | 16                | 13                | —                 | - UK: Platino (2) - AUS: Platino (5) - CAN: Platino - FRA: Oro - GER: Oro (3) - ITA: Platino - NOR: Platino (2) - NZL: Oro - POL: Platino (2) - USA: Oro | Phoenix                                                |
| 2017                                                           | Anywhere                                           | 2                 | 14                | 18                | 17                | 25                | 18                | 4                 | 23                | 7                 | —                 | - UK: Platino (2) - AUS: Platino (3) - CAN: Oro - ESP: Platino - FRA: Oro - GER: Oro - ITA: Oro - SWI: Platino - POL: Diamante                           | Phoenix                                                |
| 2018                                                           | For You (con Liam Payne)                           | 8                 | 15                | 4                 | 8                 | 17                | 1                 | 17                | 34                | 3                 | 76                | - UK: Platino - AUS: Platino (2) - BRA: Diamante - ESP: Oro - FRA: Oro - ITA: Platino - POL: Platino (2)                                                 | Fifty Shades Freed: Original Motion Picture Soundtrack |
| 2018                                                           | Girls (featuring Cardi B, Bebe Rexha e Charli XCX) | 22                | 52                | 62                | 83                | —                 | 69                | 30                | —                 | 54                | —                 | - UK: Oro - AUS: Oro - BRA: Platino (2) - NOR: Oro - NZL: Oro - POL: Oro                                                                                 | Phoenix                                                |
| 2018                                                           | Let You Love Me                                    | 4                 | 8                 | 16                | 8                 | 33                | 12                | 4                 | 19                | 11                | —                 | - UK: Platino (2) - AUS: Platino (4) - BRA: Platino (2) - FRA: Oro - GER: Oro - ITA: Oro - NOR: Platino - POL: Diamante - POR: Platino                   | Phoenix                                                |
| 2019                                                           | Only Want You (featuring 6lack)                    | 60                | —                 | —                 | —                 | —                 | —                 | 59                | —                 | —                 | —                 | - UK: Argento - BRA: Oro - DEN: Oro - NZL: Oro - POL: Oro                                                                                                | Phoenix                                                |
| 2019                                                           | Carry On (con Kygo)                                | 26                | 45                | 56                | 40                | 38                | 61                | 17                | —                 | 28                | —                 | - UK: Argento - AUS: Oro - CAN: Oro - DEN: Oro - MEX: Oro - POL: Platino - SWI: Oro                                                                      | Pokémon: Detective Pikachu                             |
| 2019                                                           | Ritual (con Tiësto e Jonas Blue)                   | 40                | —                 | —                 | 24                | —                 | —                 | 21                | —                 | 56                | —                 | - UK: Platino - BRA: Platino (3) - CAN: Platino - DEN: Oro - FRA: Oro - ITA: Oro - POL: Diamante - SWE: Platino                                          | The London Sessions                                    |
| 2020                                                           | How to Be Lonely                                   | 57                | —                 | —                 | —                 | —                 | —                 | 96                | —                 | —                 | —                 | | /                                                      |
| 2021                                                           | Big (featuring David Guetta, Imanbek e Gunna)      | 53                | —                 | —                 | —                 | —                 | 95                | 53                | —                 | 68                | —                 | | Bang                                                   |
| 2021                                                           | You for Me (featuring Sigala)                      | 23                | —                 | —                 | —                 | —                 | —                 | 23                | —                 | —                 | —                 | - UK: Argento - CAN: Oro | Every Cloud                                            |
| 2021                                                           | Follow Me (featuring Sam Feldt)                    | —                 | —                 | —                 | —                 | —                 | —                 | —                 | —                 | —                 | —                 | | /                                                      |
| 2022                                                           | Barricades (featuring Netsky)                      | —                 | —                 | —                 | 44                | —                 | —                 | —                 | —                 | —                 | —                 | | /                                                      |
| 2023                                                           | You Only Love Me                                   | 57                | —                 | —                 | 50                | —                 | —                 | 42                | —                 | —                 | —                 | | You & I                                                |
| 2023                                                           | Praising You (featuring Fatboy Slim)               | —                 | —                 | —                 | —                 | —                 | —                 | —                 | 15                | —                 | —                 | | You & I                                                |
| 2023                                                           | Don't Think Twice                                  | —                 | —                 | —                 | —                 | —                 | —                 | —                 | —                 | —                 | —                 | | You & I                                                |
| 2023                                                           | Drinkin' (con Joel Corry e MK)                     | 44                | —                 | —                 | —                 | —                 | —                 | —                 | —                 | —                 | —                 | | Another Friday Night                                   |
| 2023                                                           | I'll Be There (con Robin Schulz e Tiago PZK)       | —                 | —                 | —                 | 28                | —                 | 52                | —                 | —                 | —                 | —                 | | /                                                      |
| 2024                                                           | Shape of Me                                        | —                 | —                 | —                 | —                 | —                 | —                 | —                 | —                 | —                 | —                 | | You & I                                                |
| 2024                                                           | Ask & You Shall Receive                            | —                 | —                 | —                 | —                 | —                 | —                 | —                 | —                 | —                 | —                 | | /                                                      |
| 2025                                                           | Heat                                               | —                 | —                 | —                 | —                 | —                 | —                 | —                 | —                 | —                 | —                 | | /                                                      |
| 2025                                                           | Joy                                                | —                 | —                 | —                 | —                 | —                 | —                 | —                 | —                 | —                 | —                 | | /                                                      |
| "—" denota che il singolo non si è classificato in quel Paese. |                                                    |                   |                   |                   |                   |                   |                   |                   |                   |                   |                   | |                                                        |

### Collaborazioni
| Anno                                                   | Titolo                                                 | Posizione massima | Posizione massima | Posizione massima | Posizione massima | Posizione massima | Posizione massima | Posizione massima | Posizione massima | Posizione massima | Posizione massima | Certificazioni | Album di provenienza |
| Anno                                                   | Titolo                                                 | UK                | AUS               | BEL (FL)          | CAN               | DEN               | GER               | IRE               | NZ                | SWE               | US                | Certificazioni | Album di provenienza |
| ------------------------------------------------------ | ------------------------------------------------------ | ----------------- | ----------------- | ----------------- | ----------------- | ----------------- | ----------------- | ----------------- | ----------------- | ----------------- | ----------------- | --- | -------------------- |
| 2012                                                   | Hot Right Now (DJ Fresh featuring Rita Ora)            | 1                 | 46                | 11                | —                 | —                 | 28                | 17                | —                 | —                 | —                 | - UK: Platino | Nextlevelism         |
| 2013                                                   | Lay Down Your Weapons (K Koke featuring Rita Ora)      | 18                | —                 | —                 | —                 | —                 | —                 | —                 | —                 | —                 | —                 | | I Ain't Perfect      |
| 2014                                                   | Black Widow (Iggy Azalea featuring Rita Ora)           | 4                 | 15                | 12                | 6                 | 19                | 39                | 9                 | 11                | 23                | 3                 | - AUS: Platino - UK: Platino - BRA: Platino (3) - CAN: Platino (2) - ITA: Platino - NOR: Platino (2) - USA: Platino (5) - SWE: Platino (2) | The New Classic      |
| 2015                                                   | Doing It (Charli XCX featuring Rita Ora)               | 8                 | 68                | —                 | —                 | —                 | —                 | 23                | —                 | —                 | —                 | - UK: Argento | Sucker               |
| 2015                                                   | New York Raining (Charles Hamilton featuring Rita Ora) | 29                | —                 | —                 | —                 | —                 | —                 | —                 | —                 | —                 | —                 | | Empire               |
| 2017                                                   | Lonely Together (Avicii featuring Rita Ora)            | 4                 | 32                | 36                | 55                | 38                | 24                | 5                 | 34                | 3                 | —                 | - UK: Platino (2) - BRA: Platino (2) - CAN: Platino - ESP: Platino - FRA: Platino - GER: Platino - ITA: Platino - NOR: Platino (2)         | Avīci (01)           |
| 2019                                                   | R.I.P. (Sofía Reyes featuring Rita Ora e Anitta)       | —                 | —                 | —                 | —                 | —                 | —                 | 69                | —                 | —                 | —                 | - BRA: Platino (3) - ESP: Platino - POR: Platino - USA: Platino                                                                            |                      |
| 2024                                                   | Last of Us (Gryffin featuring Rita Ora)                | —                 | —                 | —                 | —                 | —                 | —                 | —                 | —                 | —                 | —                 | |                      |
| "—" indica che il singolo non è entrato in classifica. |                                                        |                   |                   |                   |                   |                   |                   |                   |                   |                   |                   | |                      |